# Giochi del Mar Nero
I Giochi del Mar Nero sono stati una manifestazione multisportiva, ipotizzata quadriennale, che coinvolgeva i paesi affacciati sul Mar Nero o che ne fossero in qualche modo dipendenti.
La prima ed unica manifestazione ebbe luogo nel 2007 in Turchia, a Trebisonda. Le celebrazioni di apertura si tennero il 2 luglio, fino all'8 luglio furono disputati 13 differenti sport (3 di cui paralimpici) coinvolgendo 1277 atleti per 186 podi.
Vennero pianificate ma mai disputate le successive edizioni di Costanza nel 2010 e Samsun nel 2014.

## Paesi partecipanti
- Albania
- Armenia
- Azerbaigian
- Bulgaria
- Georgia
- Grecia
- Moldavia
- Romania
- Russia
- Serbia (ritiratosi)
- Turchia (Paese ospitante)
- Ucraina

## Sport
Atletica leggera
 Calcio
 Ciclismo
 Ginnastica
 Lotta
 Nuoto
 Pallacanestro
 Pallavolo
 Taekwondo
 Tiro con l'arco
Disputate gare paralimpiche nel nuoto, nell'atletica leggera e nel tiro con l'arco.

## Medagliere
| Posiz. | Nazione     | Oro | Argento | Bronzo | Totale |
| ------ | ----------- | --- | ------- | ------ | ------ |
| 1      | Russia      | 86  | 57      | 31     | 174    |
| 2      | Turchia     | 39  | 40      | 41     | 120    |
| 3      | Ucraina     | 21  | 23      | 12     | 56     |
| 4      | Grecia      | 15  | 23      | 51     | 89     |
| 5      | Romania     | 10  | 15      | 29     | 54     |
| 6      | Azerbaigian | 9   | 7       | 11     | 27     |
| 7      | Georgia     | 6   | 8       | 20     | 34     |
| 8      | Moldavia    | 0   | 3       | 15     | 18     |
| 9      | Armenia     | 0   | 2       | 12     | 14     |
| 10     | Bulgaria    | 0   | 2       | 3      | 5      |
| 11     | Albania     | 0   | 2       | 1      | 3      |